# Portella de la Coma d'en Garcia
La Portella de la Coma d'en Garcia és una collada d'alta muntanya, portella, situada a 2.531 m alt del límit dels termes comunals de Portè, de la comarca de l'Alta Cerdanya, a la Catalunya del Nord, i de Merens, del parçan del Sabartès, pertanyent al País de Foix.
És a l'extrem nord-oest del terme de Portè i al sud del de Merens. És al sud-est de la Tossa Rodona i al nord-oest de la Portella de Cortal Rossó.